# Antonia Figueroa
Antonia Cristal Figueroa Alvarado (Coquimbo, 16 de enero de 1995) es una modelo y reina de belleza chilena. Fue coronada con el título de Miss Universo Chile 2021. Anteriormente fue coronada Miss Mundo Chile 2016 y Miss Tierra Chile 2018.

## Vida y carrera
Figueroa nació el 16 de enero de 1995 y vive en Coquimbo. Estaba cursando su título en ingeniería civil.
En 2019 compitió contra otros 19 participantes en la cuarta temporada del programa de televisión gastronómico MasterChef Chile. Fue la quinta concursante en ser eliminada.

## Concursos de belleza

### Miss Mundo Chile
El 27 de agosto de 2016 representó a Santiago, compitió contra otras 14 candidatas en Miss Mundo Chile 2016 y ganó el título. El 18 de diciembre de 2016 representó a Chile y compitió contra otras 116 candidatas en Miss Mundo 2016 en Oxon Hill, Maryland, Estados Unidos. No se colocó, pero terminó en el Top 10 en la competencia de talentos.

### Miss Tierra Chile
El 17 de septiembre de 2018 fue coronada Miss Tierra Chile 2018. Como Miss Tierra Chile, representó a su país en el certamen Miss Tierra 2018 y terminó en el Top 12, además de llevarse una medalla de bronce en Talento (violín) por las Américas.

### Miss Universo Chile
El 11 de septiembre de 2021 representó a Coquimbo, compitió contra otras 16 finalistas en Miss Universo Chile 2021 en San Fernando, y ganó el título. Como Miss Universo Chile, representó a  Chile en Miss Universo 2021 en Eilat, Israel. 
No clasificó. Sin embargo, se realizó por segunda vez la entrega del premio Mejor Proyecto de Impacto, el cual consiste en un proyecto social o económico que muestra la causa social, empoderamiento y emprendimiento de la mujer y que promueve cada candidata; luego se presentó en los días de competencia del certamen y se escogió el mejor por uno de los patrocinadores del concurso. Este premio fue ganado por Antonia.